# Stewart Blacker
Le lieutenant-colonel Latham Valentine Stewart Blacker (1er octobre 1887 - 19 avril 1964) est un officier de l'armée de terre britannique et un inventeur d'armes ; il inventa le Blacker Bombard, à partir duquel fut développé le mortier spigot anti-sous-marin Hérisson et jeta les bases de l'arme anti-char PIAT.

## Biographie
Descendant de Valentine Blacker (1778-1823), Stewart Blacker naquit dans le Cheshire. Son père était le major Latham Blacker de l'armée de terre indienne. Il effectua ses études au Cheltenham College et à l'école Bedford, avant d'aller à l'académie royale militaire de Sandhurst. Après sa sortie du collège en 1907, il fut admis dans l'armée indienne.
Il servit en Afghanistan, au Turkestan et en Russie, remportant plusieurs citations. Il servit avec le 69th Punjabis, le Queen's Own Corps of Guides, et le 57th Wilde's Rifles.
Il avait appris à voler en 1911, recevant le certificat no 121 du Royal Aero Club. Au début de la Première Guerre mondiale, il fut rattaché au Royal Flying Corps. Il fut abattu et blessé en 1915, 1916 et 1917. Il fut nommé Officier de l'Ordre de l'Empire britannique en 1921 pour son service en Perse.
Après la guerre, il devint un développeur privé d'armes finançant ses propres recherches. Il servit à l'état-major impérial entre 1924 et 1928. Il épousa Lady Doris Peel, la fille de William Peel, 1er comte Peel, l'ancien secrétaire d'État à l'Inde.
Après avoir pris sa retraite de l'armée indienne en tant que major en 1932, il fut enrôlé dans la 58e Brigade de campagne (Home Counties) de la Royal Artillery (Armée territoriale).
En 1933, il fit partie de l'expédition financée par Lady Houston pour survoler le mont Everest. Il organisa l'événement avec le colonel Etherton et était l'observateur en chef, écrivant le livre First over Everest.

Des hommes de la Home Guard de Saxmundham se préparant à tirer avec un Blacker Bombard pendant l'entrainement avec des instructeurs du War Office, 30 juillet 1941.

Au début de la Seconde Guerre mondiale, Stewart Blacker était lieutenant-colonel. Il apporta ses armes à ses contacts au War Office et fut présenté au major Millis Jefferis qui l'engagea et l'envoya au château de Coates à Coates (en), dans le Sussex de l'Ouest, où son Blacker Bombard, un mortier spigot, fut développé. Il fut adopté brièvement par l'armée de terre britannique avant d'être redéployé pour être versé dans la Home Guard.
Plus tard, un de ses canons expérimentaux basé sur le même principe fut développé et peaufiné par Jefferis et entra en service sous le nom de PIAT. Il reçut pour cela 25 000 £.
Blacker prit sa retraite de l'Armée territoriale en octobre 1942.

## Publications
- On Secret Patrol in High Asia. London: John Murray, 1922.
- First over Everest: The Houston - Mount Everest Expedition 1933, Cherry Tree (Withy Grove Press), GB (1938), Fellowes, P. F. M. with L. V. Stewart Blacker and P. T. Etherton and the Marquess of Douglas and Clydesdale.